# Stachys brachiata
Stachys brachiata là một loài thực vật có hoa trong họ Hoa môi. Loài này được Bojer ex Benth. miêu tả khoa học đầu tiên năm 1834.